# Firth of Tay

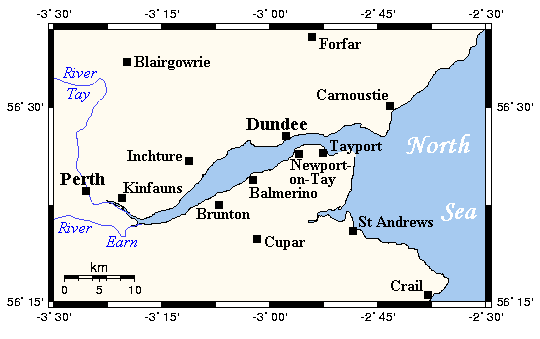
mapka polohy zálivu

Firth of Tay je záliv ve Skotsku, na východním pobřeží Severního moře, do kterého ústí řeka Tay.

## Města a vesnice u zálivu
- Balmerino
- Broughty Ferry
- Dundee
- Invergowrie
- Monifieth
- Newburgh
- Newport-on-Tay
- Tayport

## Zajímavá místa
- Balmerino Abbey
- Broughty Castle Museum
- Mugdrum Island
- Tay Rail Bridge
- Tay Road Bridge
- Tentsmuir Forest